# Сельское поселение Таволжанка
Сельское поселение Таволжанка — муниципальное образование в Борском районе Самарской области.
Административный центр — село Таволжанка.

## Административное устройство
В состав сельского поселения Таволжанка входят:
- село Таволжанка,
- село Гостевка,
- село Старая Таволжанка.

## Население
Население на 1 января 2018 года составляет: 637.   